# قناة بحر الشمال
قناة بحر الشمال (بالهولندية: Noordzeekanaal) هي قناة سفن هولندية من ميناء أمستردام في مدينة أمستردام إلى بحر الشمال بمدينة آيماودن. تم إنشاؤها ما بين أعوام 1865م إلى 1876م